# Hrabstwo Columbia (Pensylwania)
Columbia – hrabstwo w stanie Pensylwania w USA. Populacja liczy 67295 mieszkańców (stan według spisu z 2010 roku).
Powierzchnia hrabstwa to 1269 km² (w tym 10 km² stanowią wody). Gęstość zaludnienia wynosi 53,4 osoby/km².

## Miejscowości

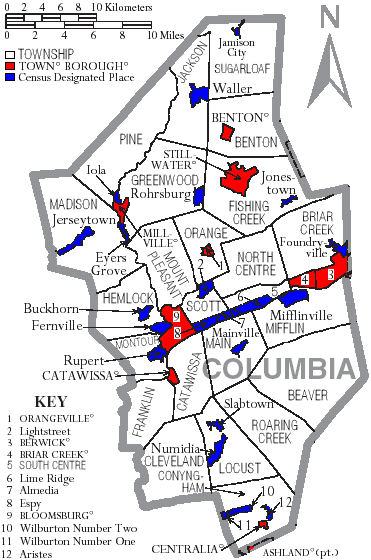
Rozmieszczenie miast i Broughs na mapie hrabstwa

### Miasta
- Bloomsburg

### Boroughs
| - Ashland - Benton - Berwick | - Briar Creek - Catawissa - Centralia | - Millville - Orangeville - Stillwater |